# Winifred Bryson
Pour les articles homonymes, voir Brison et Bryson.
Winifred Bryson, née Winifred Brison (20 décembre 1892 - 20 août 1987), est une actrice  américaine du cinéma muet, de la fin des années 1910 jusqu'au début des années 1930. Tante de l'actrice Betty Bryson, une des treize starlettes de la promotion WAMPAS de 1934, elle est l'épouse de l'acteur Warner Baxter.

## Biographie
Née en 1892 à Los Angeles, Winifred apparaît publiquement pour la première fois en 1914, dans la pièce de théâtre The Regeneration, au théâtre Belasco Stock de Los Angeles, aux côtés de Bert Lytell.
Très typée hispanique, Winfried est la brune aux yeux noirs du théâtre de cette décennie durant laquelle elle joue notamment aux côtés de Jane Cowl, Marjorie Rambeau et Dustin Farnum. Puis, elle s'essaye dans les comédies musicales telles que Lombardi, Ltd.
Bien que son premier film soit Peer Gynt en 1915, elle est réellement remarquée dans le film Le Bandeau de Cupidon (A Heart to Let) en 1921. Auparavant, elle a épousé le 29 janvier 1918,à New York, Warner Baxter qui sera en 1930, oscarisé  Meilleur Acteur de l'année, pour son interprétation dans In Old Arizona. Devant une popularité sans cesse croissante, suivront près d'une vingtaine de films, de la comédie à la dramatique en passant par la romance. En 1923, elle joue au côté de Baby Peggy âgée de 4 ans, devenue la révélation de l'année, dans The Right to Love, une production des Studios Universal. La même année, elle interprète le personnage de Fleur de Lys, dans la super production de l'époque, Notre-Dame de Paris, réalisée par Wallace Worsley, avec Norman Kerry, Gladys Brockwell, Lon Chaney dans Quasimodo et 3 091 figurants,. Elle joue également dans le film Thundering Dawn, réalisé en hommage au peuple japonais doublement touché par le tremblement de terre et le tsunami de 1923, événements qui avaient suscité une large vague de sympathie du peuple américain.
Elle met fin à sa carrière d'actrice en 1928, année de son dernier film, pour se concentrer sur la carrière de son mari. Il admettra lui-même lors d'une interview donnée en 1932, « qu'il n'aurait jamais connu le succès qu'il a connu sans l'aide de sa femme... ces heures passées ensemble à analyser ses personnages, les scripts et les dialogues. » Puis d'ajouter, « qu'elle a abandonné sa propre carrière pour l'aider à se concentrer sur lui-même. ». Elle déclarera qu'elle a souffert du regard de la presse qui la décrivait à tort, sans cesse malade et que le couple était presque toujours sous la menace d'un divorce.
Devenue veuve en 1951, elle se remarie avec Ferdinand H. Manger et lègue en 1970, à l'American Film Institute, cinq longs métrages dans lesquels a joué son premier mari, avec d'autres films faits maison ,.
Winifred Baxter Manger alias Winifred Bryson décède le 20 août 1987, à Los Angeles, âgée de 94 ans. Elle est inhumée au cimetière Forest Lawn Memorial Park  de Glendale en Californie.

## Filmographie[1]

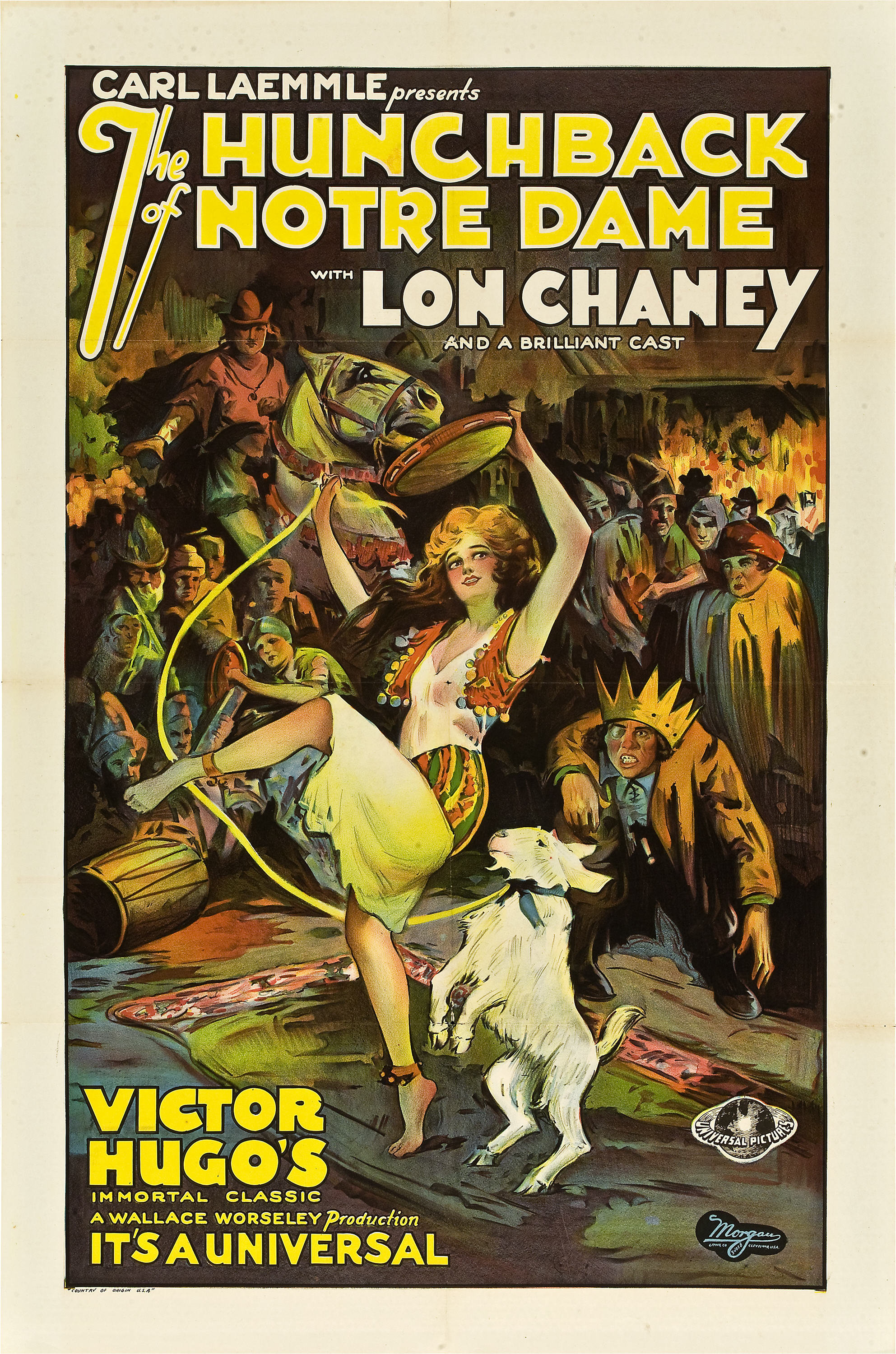
Affiche du film Notre-Dame de Paris (1923)

- 1915 : Peer Gynt de Oscar Apfel et Raoul Walsh : Annabel Lee
- 1921 : Le Bandeau de Cupidon (A Heart to Let) de Edward Dillon : Julia Studley
- 1921 : Her Face Value de Thomas N. Heffron : Laurette
- 1922 : South of Suva de  Frank Urson : Pauline Leonard
- 1922 : The Great Night de Howard M. Mitchell : Papita Gonzales
- 1923 : Suzanna de F. Richard Jones : Dolores Rodriguez
- 1923 : Truxton King de Jerome Storm : Olga Platanova
- 1923 : Crashin' Thru de  Val Paul : Gracia
- 1923 : Notre-Dame de Paris (The Hunchback of Notre Dame) de Wallace Worsley : Fleur de Lys
- 1923 : Le Raz-de-marée (Thundering Dawn) de Harry Garson: Lullaby Lou
- 1923 : Le Vertige du plaisir (Pleasure Mad) de Reginald Barker : Geraldine de Lacy
- 1924 : Don't Doubt Your Husband de  Harry Beaumont : Alma Lane
- 1924 : The Law Forbids de Jess Robbins : Inez Lamont
- 1924 : Behind the Curtain de  Chester M. Franklin : Laura Bailey
- 1924 : Broken Barriers de Reginald Barker : Mrs. Ward Trenton
- 1924 : La Maison des rêves (Flirting with Love) de John Francis Dillon : Estelle Van Arden
- 1924 : The Lover of Camille de Harry Beaumont : 'The Unknown'
- 1925 : The Awful Truth de Paul Powell : Josephine Trent
- 1928 : La Belle Exilée (Adoration) de Frank Lloyd : Baronne